# 新田義宗
新田 義宗（にった よしむね）は、南北朝時代の武将。新田義貞の三男。
生母は義貞の正室、小田真知の娘。生年は諸説がある。

## 生涯
6歳で昇殿を許される。父・義貞の戦死後、越後の新田一族に匿われて成長したと思われる。長兄の義顕は父に先立ち戦死し、次兄・義興の生母が上野国一宮抜鉾神社神主の娘と身分が低かったため、義宗が嫡子として扱われる。
『新田足利両家系図』によると正平6年/観応2年（1351年）の冬、由良信阿が挙兵を促した際には、義興と従弟の脇屋義治が挙兵に肯定的であったのに対して、義宗は兵数の差や足利尊氏が義貞の死を弔ったことを理由に一度断ったという。しかし、2人の説得に応じて挙兵するところとなった。
正平7年/観応3年（1352年）閏2月に正平の一統が崩れると、宮方と観応の擾乱で足利直義方に付き足利尊氏に敵対した武士をあわせ、同年閏2月15日に上野で挙兵する。武蔵国金井原（東京都小金井市）などで尊氏と合戦する。三浦氏の支援を受け、義興は迂回して鎌倉に突入し、尊氏の子基氏を敗走させ、鎌倉の奪還を果たす。基氏は武蔵国石浜（東京都台東区）で義宗と対陣していた尊氏と合流し、義宗を破る。義宗は退いて笛吹峠（埼玉県嵐山町）に陣を敷き、足利軍を迎え撃った。直義方だった上杉憲顕の参陣を受けたが、足利軍に敗北し越後へ落ち延びた。義興は3月2日鎌倉を脱出し、関東南朝方の挙兵は鎮圧された。これら一連の戦いを総称して「武蔵野合戦」という。
正平13年/延文3年（1358年）、尊氏が没したのを機会に関東で決起を図り東国の南党に働きかけるが、義興が武蔵国矢口渡で基氏方に謀殺されたため頓挫。その後も義治と共に越後を中心に散発的に行動するが、南朝方の劣勢は増すばかりで組織的蜂起はできなかった。
正平23年/応安元年（1368年）、足利義詮、基氏が病死したのを機に武蔵での河越直重らの武蔵平一揆に呼応して越後で義治と挙兵したが、上野沼田荘で敗北。義宗は戦死し、義治は出羽に逃れた。
異説として、義宗は武蔵国所沢の薬王寺に逃れ、再起を窺っていたが、やがて出家し、戦死した一族郎党の菩提を弔いながら応永16年7月14日（1409年8月24日）又は応永20年（1413年）に死亡したという説、また、義治とともに阿波に落ち延びたという説もある。
明治42年（1909年）、従三位を追贈された。

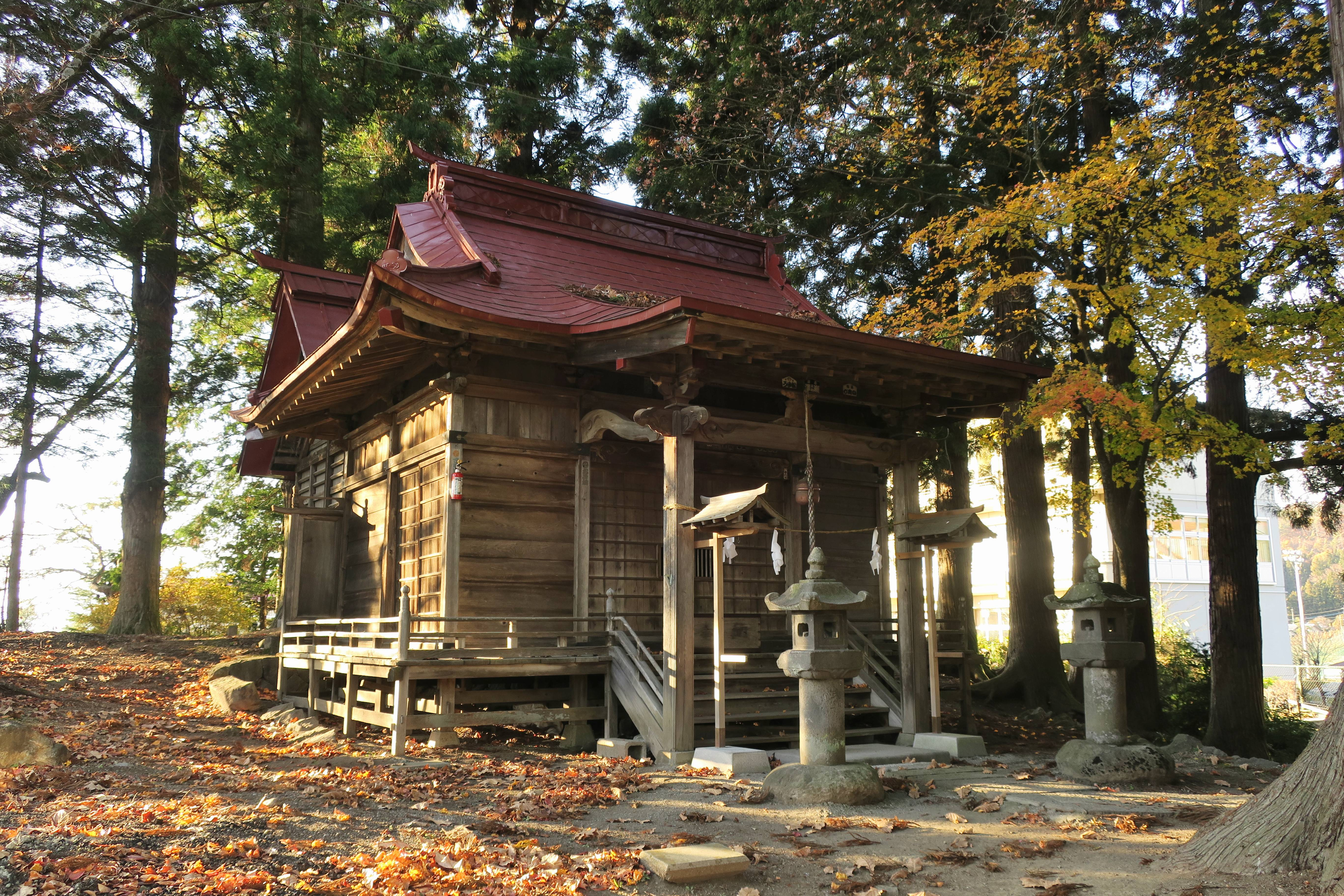
白佐波神社（うつぶしの森）

群馬県沼田市の白佐波神社には新田義宗といわれる木像が伝わる。また、その近くの雲谷寺には、義宗の執事であった船田長門守経政（義貞の執事船田善昌の子）が建てたといわれる義宗の墓がある。

## 画像集

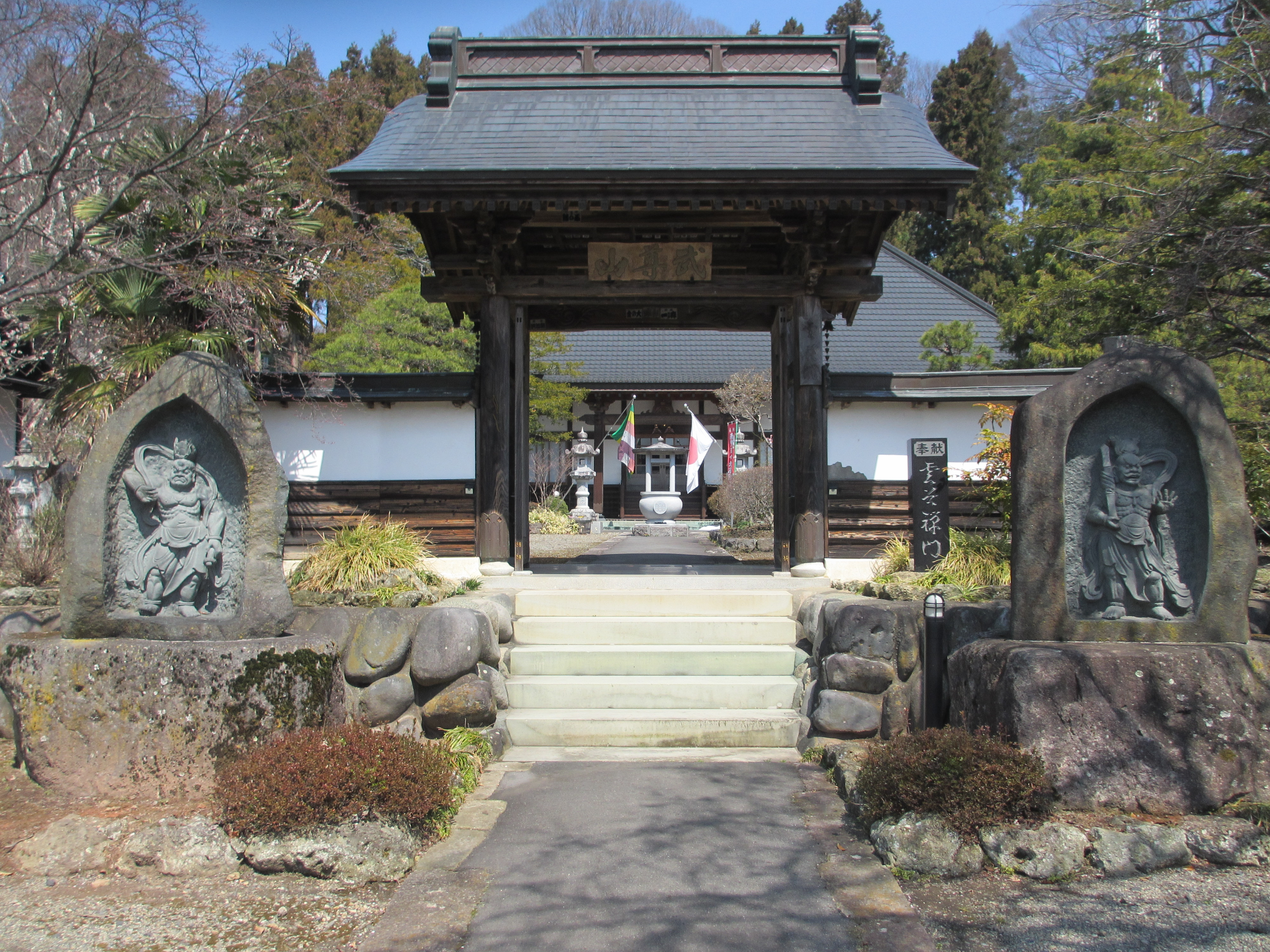
雲谷寺山門(沼田市白沢町高平1482、沼田駅からロマンティック街道バス路線あり）
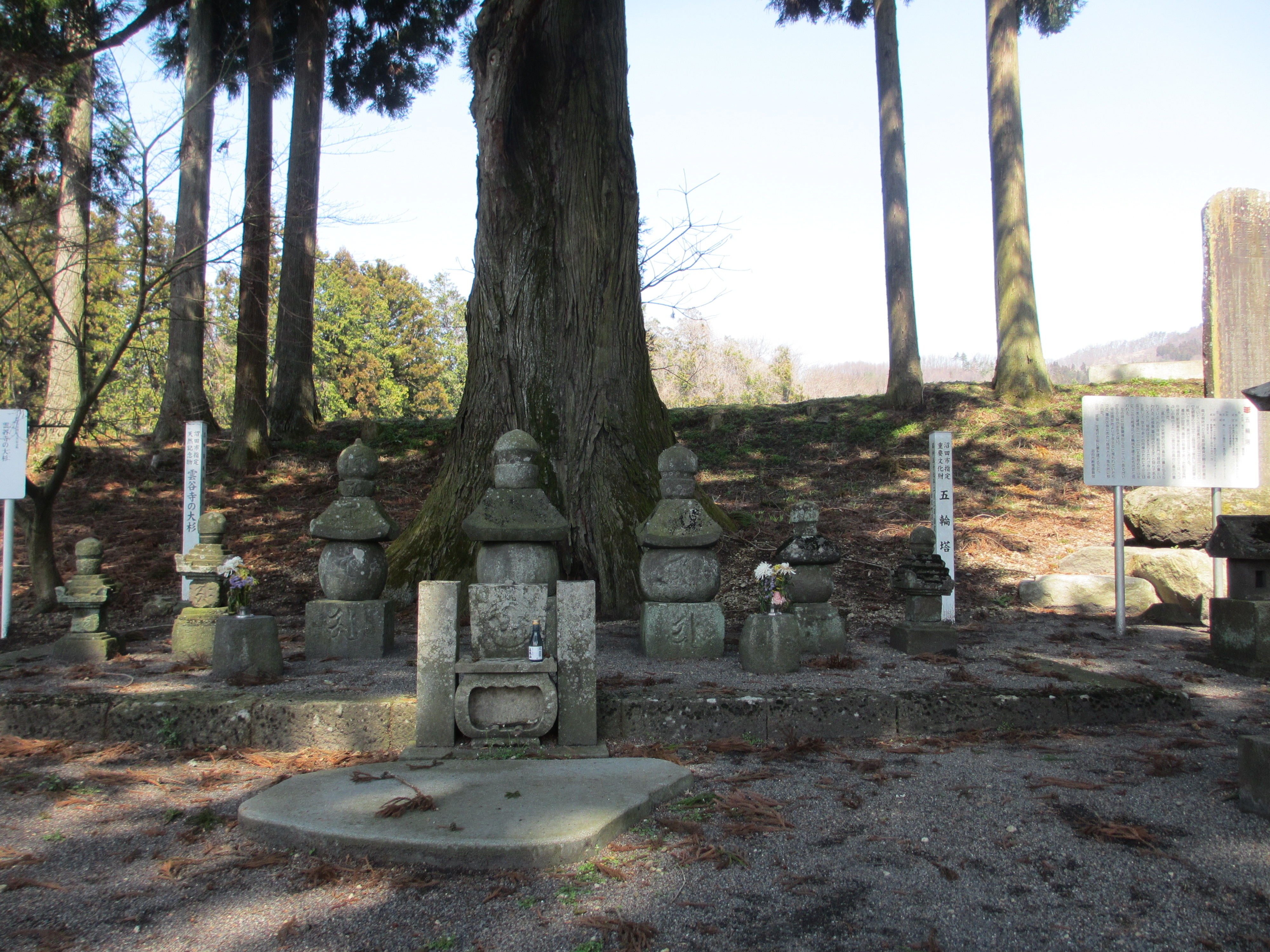
五輪塔（伝新田義宗・船田長門守経政の墓）（雲谷寺裏山最寄JR沼田駅から約９㎞）
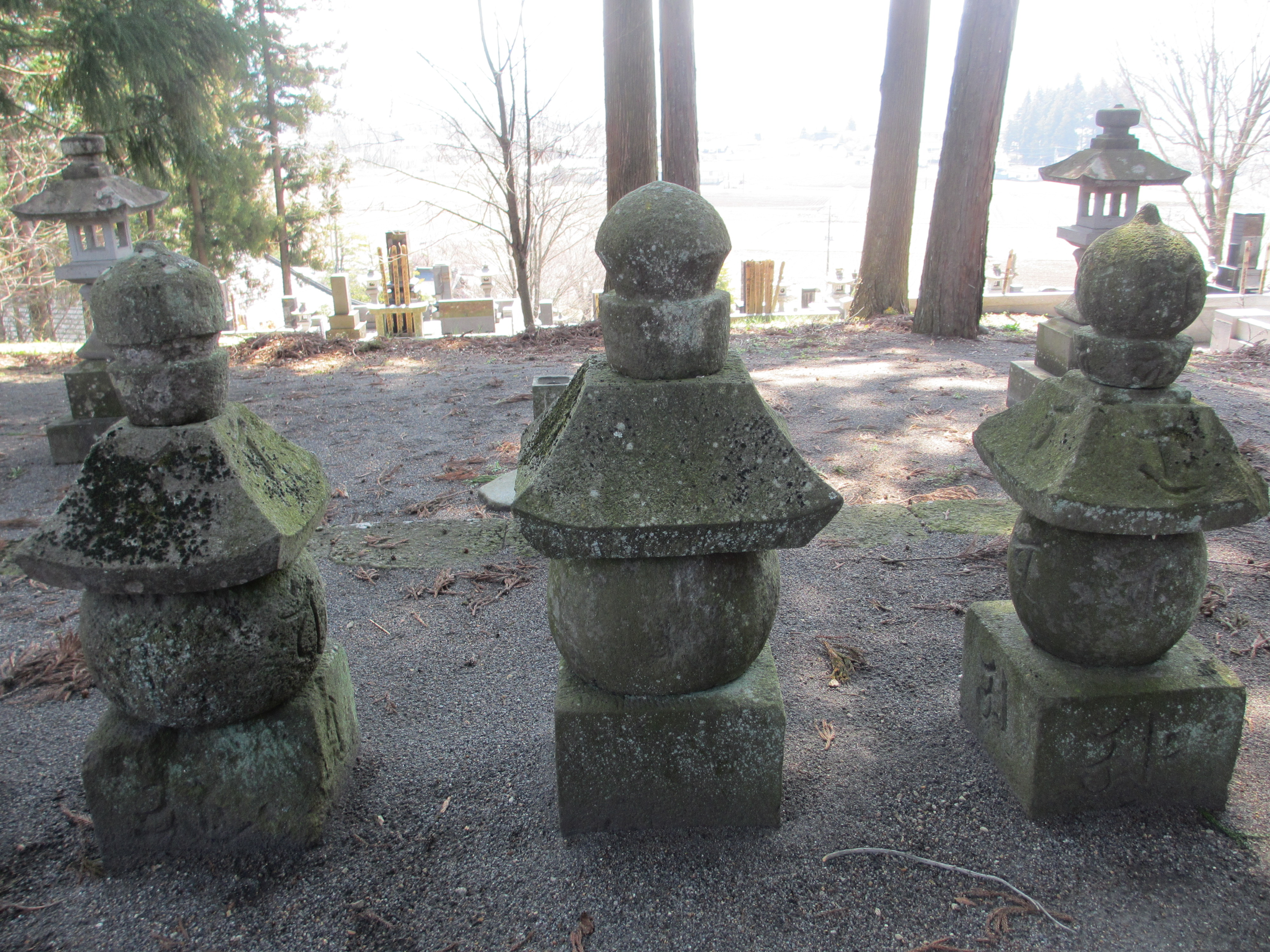
五輪塔（伝新田義宗墓後方）（画像右上、白沢小学校横うつぶしの森から田畑上る）